# Bristowia
Genre
Bristowia est un genre d'araignées aranéomorphes de la famille des Salticidae.

## Distribution
Les espèces de ce genre se rencontrent en Asie du Sud-Est, en Asie du Sud, en Asie de l'Est et en Afrique centrale.

## Liste des espèces
Selon World Spider Catalog (version 18.0, 15/03/2017) :
- Bristowia afra Szüts, 2004
- Bristowia gandhii Kanesharatnam & Benjamin, 2016
- Bristowia heterospinosa Reimoser, 1934

## Étymologie
Ce genre est nommé en l'honneur de William Syer Bristowe.

## Publication originale
- Reimoser, 1934 : The Spiders of Krakatau. Proceedings of the Zoological Society of London, vol. 1934, no 1, p. 13-18.